# Vivild Sogn
Vivild Sogn er et sogn i Norddjurs Provsti (Århus Stift).
I 1800-tallet var Vejlby Sogn anneks til Vivild Sogn. Begge sogne hørte til Sønderhald Herred i Randers Amt. Vivild-Vejlby sognekommune blev ved kommunalreformen i 1970 indlemmet i Rougsø Kommune, som ved strukturreformen i 2007 indgik i Norddjurs Kommune.
I Vivild Sogn ligger Vivild Kirke.
I sognet findes følgende autoriserede stednavne:
- Bendeskær Skov (bebyggelse)
- Hevringholm (bebyggelse, ejerlav)
- Hevringholm Strand (bebyggelse)
- Julianeholm (landbrugsejendom)
- Lystrup (bebyggelse, ejerlav)
- Lystrup Mark (bebyggelse)
- Lystrup Strand (bebyggelse)
- Nielstrup (bebyggelse, ejerlav)
- Skovkær (bebyggelse)
- Søndergårde (bebyggelse)
- Trampelmose (bebyggelse)
- Tushøj (areal)
- Vindingsminde (bebyggelse)
- Vivild (bebyggelse, ejerlav)
- Vivild Huse (bebyggelse)
- Vivild Mark (bebyggelse)
- Østby (bebyggelse)